# Nicolau do Japão
Nicolau (nascido: Ivan Dmitrievich Kasatkin; em russo: Иван Дмитриевич Касаткин; em japonês: ニコライ·カサートキン; 13 de agosto de 1836, Berezovski, distrito de Belski, província de Esmolensco, Império Russo - 16 de fevereiro de 1912, Tóquio, Japão) foi Bispo do Igreja Russa, Arcebispo de Tóquio e Japão (desde 1906). Monge e missionário, fundador da Igreja Ortodoxa no Japão, membro honorário da Sociedade Imperial Ortodoxa Palestina.

## Biografia

Oração " Pai Nosso " traduzida para o japonês clássico por São Nicolau e Paulo Nakai Tsugumaro.

Nascido em Berezovski no distrito de Belski, província de Esmolensco (agora vila de Bereza do distrito rural de Mostovski, distrito de Oleninski, região de Tver) na família de um diácono. Ele se formou na Escola Teológica de Belsk e no Seminário Teológico de Esmolensco. Entre os melhores alunos em 1857, foi recomendado e ingressou na Academia Teológica de São Petersburgo a expensas públicas, onde estudou de 1857 a 1860, quando, ao saber que havia uma vaga para o cargo de reitor da igreja no recém-inaugurado consulado russo na cidade de Hakodate (Japão) expressou seu desejo. A pedido pessoal do Metropolita de São Petersburgo, Gregório (Postnikov), ele recebeu um lugar no Japão, e também recebeu o grau de candidato a teologia sem a apresentação do ensaio de qualificação correspondente.
Em 23 de junho de 1860 ele foi tonsurado monge com o nome em homenagem a São Nicolau de Mira pelo Reitor da Academia, Nectário (Nadezhdin). Em 30 de junho ele foi ordenado um hieromonge.
Em 2 de julho de 1861 chegou a Hakodate. Durante os primeiros anos de sua estada no Japão, ele estudou de forma independente a língua japonesa, a cultura e a vida dos japoneses.
O primeiro japonês que ele converteu à ortodoxia, apesar da conversão ao cristianismo ser proibida por lei, foi o filho adotivo de um sacerdote xintoísta Takuma Sawabe, um ex- samurai, que foi batizado junto com outros dois japoneses na primavera de 1868.
Por meio século de serviço no Japão, ele o deixou apenas duas vezes: em 1869-1870 e em 1879-1880. Em 1870, a seu pedido, uma missão espiritual russa foi aberta no Japão com um centro em Tóquio (desde 1872) sob a jurisdição da diocese de Kamchatka. Em 17 de março de 1880, por decisão do Santo Sínodo russo, foi nomeado Bispo de Reval, Vigário da Diocese de Riga, com destacamento no Japão; Em 30 de março de 1880, na Catedral da Trindade de Alexander Nevsky Lavra, foi consagrado bispo.
No processo da atividade missionária, o padre Nicolau traduziu as Sagradas Escrituras para o japonês, outros livros litúrgicos, criou um seminário teológico, seis escolas teológicas para meninas e meninos, uma biblioteca, um orfanato e outras instituições. Ele publicou a revista ortodoxa "Church Bulletin" em japonês. De acordo com um relatório do Santo Sínodo russo, no final de 1890, a Igreja Ortodoxa no Japão consistia em 216 comunidades e 18.625 fiéis.
Em 8 de março de 1891, foi consagrada a Catedral da Ressurreição em Tóquio, chamada pelos japoneses Nikorai-do (ニコライ堂).
Durante a Guerra Russo-Japonesa, ele permaneceu com seu rebanho no Japão, mas não participou do culto público, porque, de acordo com o rito de adoração (e a bênção do próprio Nicolau do Japão), os cristãos japoneses oraram pela vitória de seu país sobre a Rússia: “Hoje, como de costume, sirvo na catedral, mas de agora em diante não participarei mais dos serviços públicos de nossa igreja ... Até agora rezei pela prosperidade e paz do Império do Japão. Agora, desde que a guerra foi declarada entre o Japão e minha pátria, eu, como súdito russo, não posso orar pela vitória do Japão sobre minha pátria. Também tenho obrigações para com a minha pátria e é por isso que ficarei feliz em ver que você está cumprindo seu dever em relação ao seu país".
Quando os prisioneiros de guerra russos começaram a chegar ao Japão (seu número total chegou a 73 mil pessoas), o bispo Nicolau, com o consentimento do governo japonês, formou a Sociedade para a Consolação Espiritual dos Prisioneiros de Guerra. Para alimentar os prisioneiros, ele selecionou cinco padres que falavam russo. Os prisioneiros receberam ícones e livros. Nicolau dirigiu-se a eles repetidamente por escrito (o próprio Nicolau não tinha permissão para ver os prisioneiros).
Em 24 de março de 1906, foi elevado a dignidade de Arcebispo de Tóquio e Todo o Japão. No mesmo ano, foi fundado o Vicariato de Kioto.
Após a morte do arcebispo Nicolau, o Imperador japonês Meiji deu permissão pessoalmente para o enterro de seus restos mortais dentro da cidade, no cemitério de Yanaka.

## Canonização

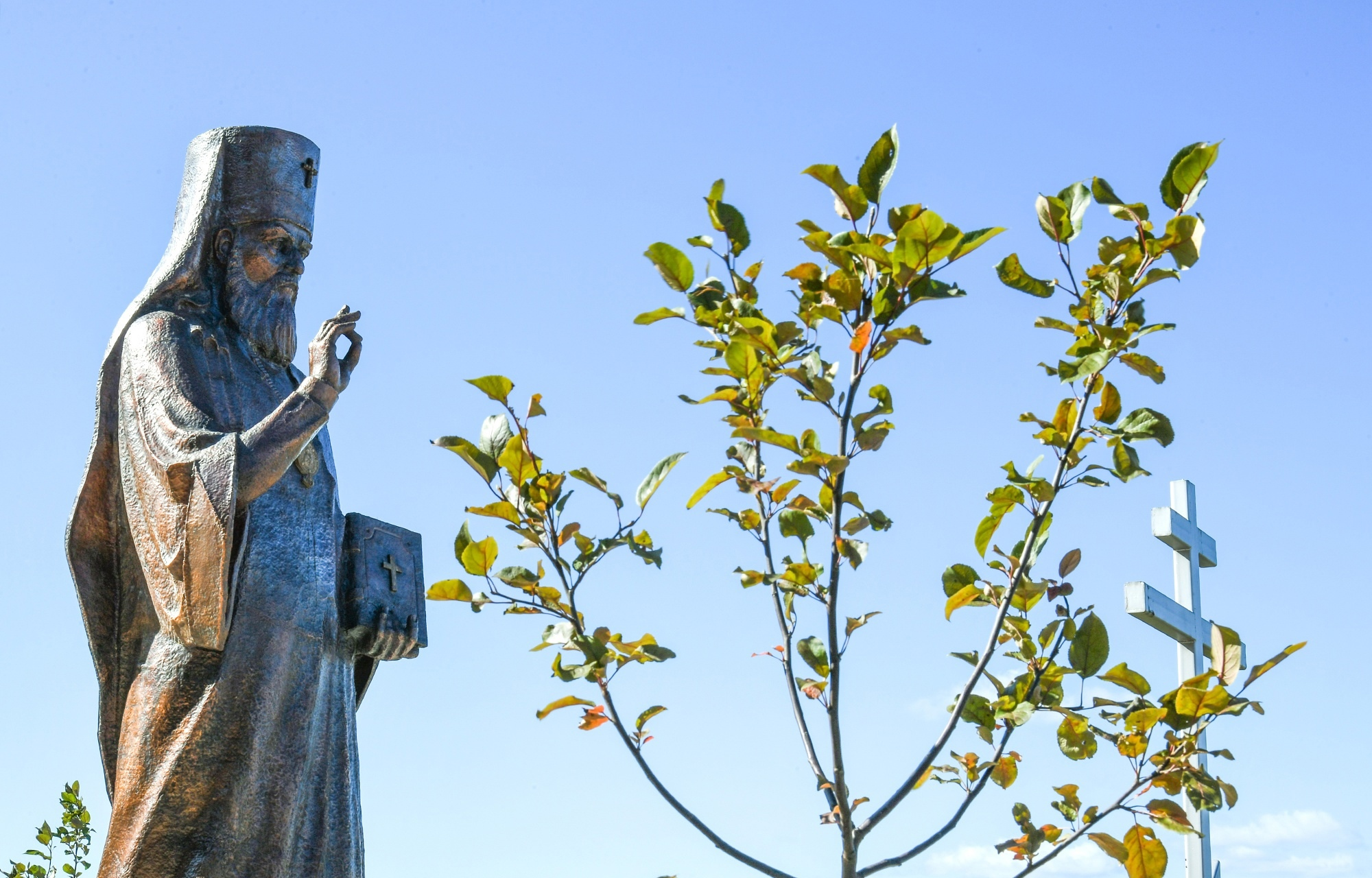
Monumento a Nicolau do Japão, inaugurado em 6 de setembro de 2023

Em 10 de abril de 1970, por decisão do Santo Sínodo do Patriarcado de Moscou, foi canonizado. A sua canonização, realizada no âmbito das atividades internacionais da Igreja Ortodoxa Russa, ocorreu de forma silenciosa e imperceptível, o que foi estabelecido pelas autoridades como condição para a sua autorização. O serviço a ele foi escrito pelo Metropolita de Leningrado e Novgorod Nikodim (Rotov) e publicado em 1978.